# 耶路撒冷統一
1967年六日戰爭後，以色列國防軍佔領1948年以色列獨立戰爭期間被約旦軍隊佔領的東耶路撒冷及耶路撒冷舊城，聖城耶路撒冷重得統一。以色列國隨即接管東耶路撒冷。以色列政府根據《1948年政府及司法程序條例》第11b條，宣布東耶路撒冷與西耶路撒冷合併，耶路撒冷正式統一。從獨立戰爭到六日戰爭，東耶路撒冷被約旦佔領長達19年。
1980年7月30日，以色列國會通過《耶路撒冷法》。該法強調「完整且統一的耶路撒冷是以色列的首都」，並訂明該城為「總統、國會、政府及最高法院的所在地」。2018年7月19日通過的《猶太民族國家法》中包含相同的聲明。

## 20世紀城市變遷

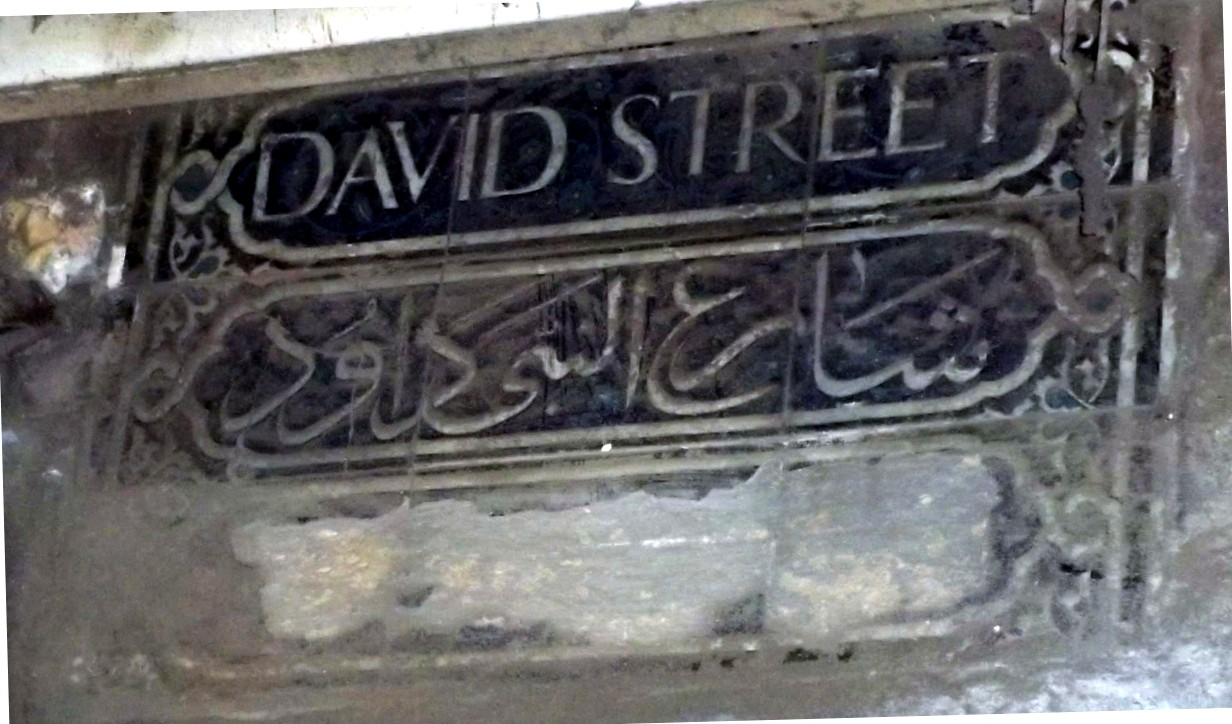
英國託管時期的路牌，希伯來語路名後來遭約旦佔領當局刮除

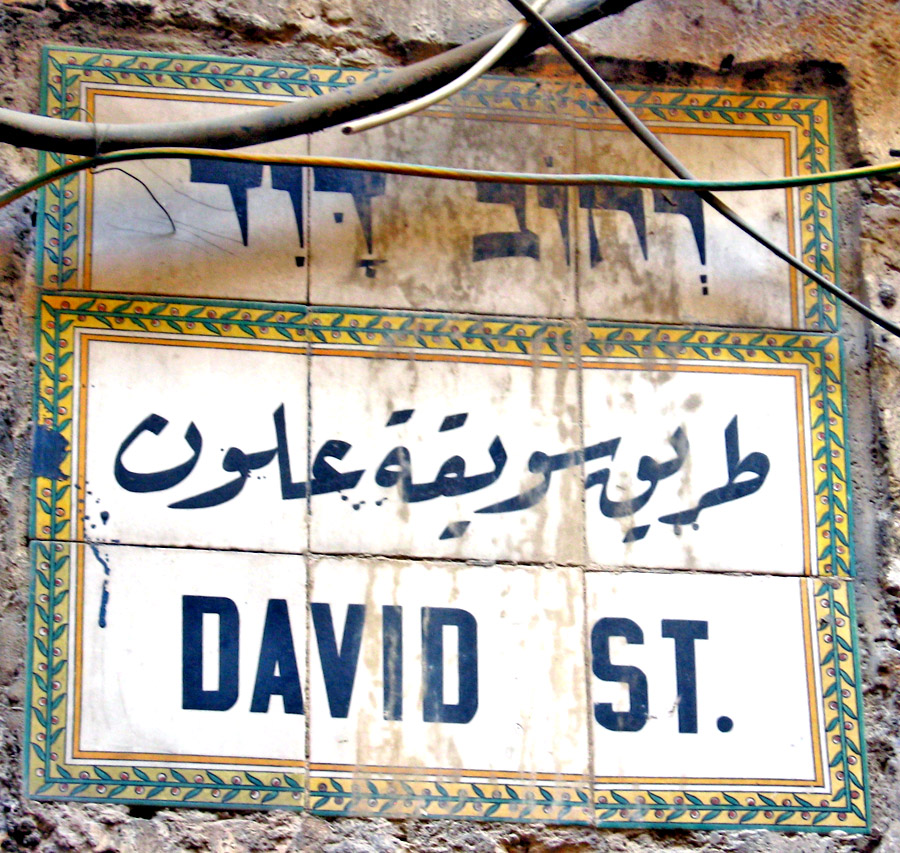
約旦佔領時期的路牌，希伯來語路名在城市統一後添加

因20世紀20年代及30年代阿拉伯人暴亂，耶路撒冷舊城及東部的猶太人聚居地大為減少，東區只有犹太區獲保留。在以色列獨立戰爭期間，猶太區與城市西部的聯繫被切斷，因為進入該區需要穿過敵對的阿拉伯社區。當時舊城的猶太守軍食物耗盡，彈藥所剩無幾，為保全區內婦孺而向約旦阿拉伯軍團投降。該區的猶太戰士及居民被俘，舊城淪入約旦手中。
約旦佔領該區後，猶太居民被悉數驅逐。以色列與約旦的停火線穿過該城，將其分為東、西兩部分。停火線在耶路撒冷市內的部分稱作「城市線」，長約7公里。城市線以東是約旦佔領下的東耶路撒冷，以西是以色列首都西耶路撒冷。
1967年六日戰爭中，以色列佔領東耶路撒冷。總理列維·艾希科爾宣佈耶路撒冷統一，國會修訂《1948年政府及司法程序條例》，增補第11b條，內容如下：「國家法律、司法機構及行政部門適用於政府透過政令指定的任何以色列地領土」。政府行使該項權力以統一耶路撒冷。約旦當局設立的市議會被解散。1967年6月29日，耶路撒冷設立統一市府，自1966年起擔任西耶路撒冷市長的特迪·科勒克留任耶路撒冷市長。
作為約以合約的一部分，約旦放棄了對耶路撒冷的主權要求，改以約旦河作為兩國邊界。
1980年7月10日，以色列國會通過《耶路撒冷法》。該法訂定，完整且統一的耶路撒冷是以色列的首都，也是該國總統、國會、政府及最高法院的所在地。

## 教育
佔領東耶路撒冷後，由於當地阿拉伯居民反對，以色列沒有強制要求當地阿拉伯學校改用以色列阿拉伯學校課程教學。東耶路撒冷許多阿拉伯學校的課程現仍由巴勒斯坦教育部負責。自21世紀初以來，巴勒斯坦自治政府一直投入資金阻止以色列課程進入當地阿拉伯學校。
部分阿拉伯學生選擇受以色列阿拉伯學校教育。2010年代，該市受以色列教育的學生從300名增至約5,000名；該市受巴勒斯坦學校教育的學生約40%希望轉入以色列學校。

## 相關
美國國會於1995年10月23日通過《耶路撒冷大使馆法案》，承認耶路撒冷為以色列首都，並將駐以色列使館遷往該處。該法令於1995年11月8日生效。但實際上，美國歷屆政府不斷推遲將使館從特拉維夫遷往耶路撒冷的計劃。2017年12月6日，美國總統當勞·特朗普宣佈美國正式承認耶路撒冷為以色列國首都。2018年5月14日，即以色列獨立70週年紀念日，美國駐以色列大使館遷往耶路撒冷。